# Guamá (Belém)
Guamá é um bairro de Belém do Pará , possui pouco mais de 100 mil habitantes, considerado assim o bairro mais populoso da capital de acordo com Censo 2010. Localizado ás margens do Rio Guamá, na zona sul de Belém. No bairro, está situada a Cidade Universitária Prof.º José da Silveira Netto, campus principal da Universidade Federal do Pará (UFPA) e o Hospital Universitário João de Barros Barreto, também vinculado a UFPA. Além disso, existem alguns portos de carga ao longo da Avenida Bernado Sayão, sendo um importante,  bem como algumas casas para shows.

## História

#### Origem
No início do século XIX, nascia um abrigo para os hansenianos que se misturavam com a população sadia da capital. Era o primeiro leprosário da Amazônia: o “Hospício dos Lázaros do Tucunduba”. Muitos fugiram das péssimas condições de atendimento, alimentação e maus-tratos. Assim acelerou-se a precária ocupação do bairro do Guamá. Outros três hospitais foram criados com a ideia de conte a crise da hanseníase: Domingos Freire, São Sebastião e São Roque. Esse último se tornou no Hospital Universitário João de Barros Barreto, referência no tratamento de doenças infectocontagiosas como varíola, febre amarela e tuberculose. O intendente Antônio Lemos chegou a reformar o Asylo, em 1905, mas não resolveu os problemas. Só mudou a estética. O Hospício dos Lázaros foi encerrado em 1938. Hoje dá espaço à creche Frei Daniel. Três cemitérios acompanharam o processo de formação do bairro, reforçando o perfil de ser um lugar de exclusão: um pequeno "campo santo", construído próximo ao Asylo do Tucunduba (desativado em 1887); o cemitério de Santa Isabel, inaugurado em 1878; e o cemitério da Ordem Terceira de são Francisco, inaugurado em 1885, em frente ao Santa Isabel.

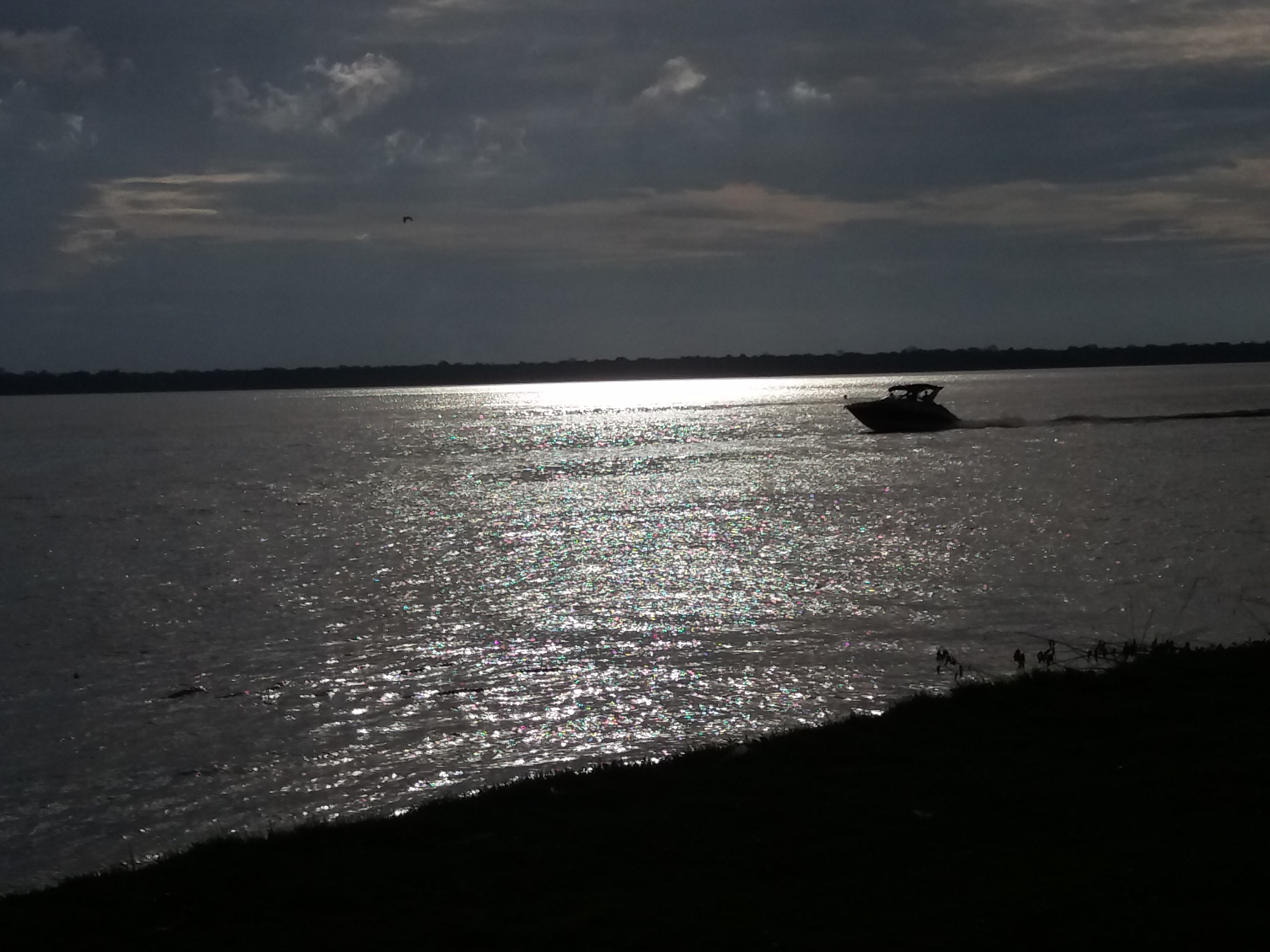
Rio Guamá

##### Ciclo da Borracha
No século XX, a ocupação do bairro seguiu a mesma lógica que outros bairros periféricos de Belém, como Terra Firme, Cremação, Pedreira, Jurunas, Canudos, Condor, Telégrafo, Umarizal e Reduto. Alguns deles tiveram uma mistura de perfis socioeconômicos. Mas outros, quando se tornaram elitizados, como Reduto e Umarizal, empurravam as classes sociais mais pobres para áreas afastadas, alagadiças e mais baixas. Durante a economia da borracha, nordestinos chegavam a Belém por São Brás. Tinham acesso mais fácil ao Guamá para localizar moradias mais acessíveis. Lentamente, o bairro do Guamá foi se formando, ao passo que ganhou mais condições de vida, ainda que precárias. Mas até hoje é um reflexo de pobreza, políticas públicas não executadas ou mal executadas.

###### Cultura

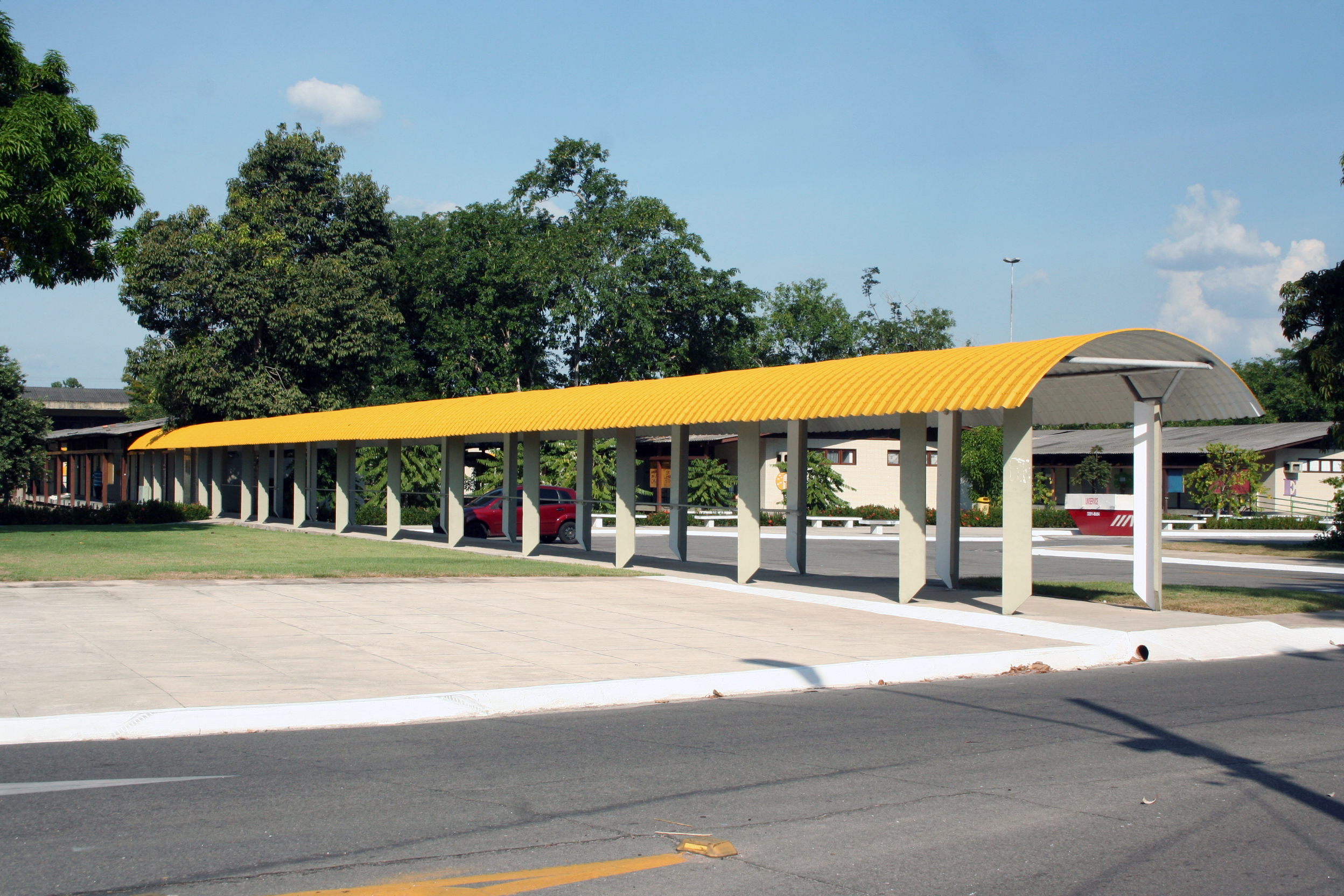
Universidade Federal do Pará, localizada na Avenida Perimetral

Atualmente, o bairro é um importante elo de ligação da capital com o interior do estado devido a existência de inumeros portos em sua margem. O bairro possui um forte centro comercial atendendo as necessidades dos moradores e bairros próximos. Uma das principais vias do bairro, que também passa pela Terra Firme, a Perimetral, reúne outras instituições científicas: Ufpa, Ufra e CNPQ. O nome original da via é "Perimetral da Ciência". O bairro segue uma lógica de resistir aos preconceitos e processo de formação excludente e de abandono. Além do conhecimento gerado na UFPA, há uma característica de produção cultural marcante. O bairro é lar de uma das escolas de samba mais tradicionais de Belém, a Bole-Bole. Há também a forte devoção dos moradores do Guamá a Santo Antônio, que tem uma capela e um abrigo de idosos. 

## Transporte Publico
| Código da linha | Nome da Linha                        | Operador                                    |
| --------------- | ------------------------------------ | ------------------------------------------- |
| 113             | Cremação - Estrada Nova              | Viação Guajará                              |
| 114             | Cremação - Alcindo Cacela            | Viação Guajará                              |
| 305             | UFPA - Icoaraci                      | Viação Guajará                              |
| 306             | UFPA - Pedreira                      | Viação Guajará                              |
| 307             | UFPA - Padre Eutíquio                | Viação Guajará                              |
| 308             | UFPA - Alcindo Cacela                | Viação Guajará                              |
| 309             | UFPA - Ver-o-Peso                    | Viação Guajará                              |
| 310             | UFPA - Presidente Vargas             | Viação Guajará                              |
| 311             | Guamá - Conselheiro                  | Viação Rio Guamá                            |
| 312             | Guamá - Montepio                     | Viação Rio Guamá                            |
| 314             | Guamá - Ver-o-Peso                   | Viação Rio Guamá                            |
| 316             | Guamá - Presidente Vargas            | Viação Rio Guamá                            |
| 317             | Guamá - Pátio Belém                  | Viação Rio Guamá                            |
| 320             | UFPA - Tamioios                      | Transurb                                    |
| 321             | UFPA - Cidade Nova VI                | Transurb / Viação Guajará                   |
| 417             | UFPA - Alcindo Cacela - José Malcher | Transportes Canadá                          |
| 643             | Pratinha - UFPA                      | Transportes Nova Marambaia                  |
| 758             | Satélite - UFPA                      | Belém Rio / Viação Rio Guamá                |
| 860             | Tapanã - UFPA                        | Transportes Nova Marambaia / Viação Guajará |
| 914             | Marituba - UFPA                      | Vialoc / Viação Guajará                     |
| 999             | Curuçambá - UFPA                     | Viação Forte                                |

Nota: Todas as linhas na tabela acima possuem como ponto terminal ou inicial o Terminal de Integração da Universidade Federal do Pará (Terminal UFPA), operado pela Prefeitura de Belém.  Observação: Apenas a linha 758 possui integração no Terminal São Brás do BRT Belém.

## Principais vias e logradouros
- Rua Barão de Igarapé Miri - Principal rua no quesito comercial. Abriga o Mercado Municipal do Guamá (esquina com a Avenida José Bonifácio, a Escola Estadual de Ensino Fundamental Frei Daniel (esquina com Travessa Liberato de Castro), a Escola Municipal Pe Leandro Pinheiro, a Escola particular Madre Zarife, Farmácias, comércio em geral, Posto da Polícia Militar da 2° Companhia de Policiamento / 20° Batalhão, o Posto de Saúde do Guamá (PSM), a Paróquia São Pedro e São Paulo.
- Avenida José Bonifácio - Umas das principais vias de acesso ao bairro através do bairro de São Braz (Pará). Abriga o Juizado Especial do Guamá(n° 985), Estação Cidadania Guamá (n° 2308), Cemitério Público Santa Izabel.
- Avenida Bernardo Sayão - Umas das principais vias de acesso ao bairro através do bairro Condor (Belém). É à borda do Rio Guama. Possui diversos portos de empresas de navegação e frete marítimo, trânsito caótico pela intensa movimentação de carga e descarga. Dá acesso a Cidade Universitária da UFPA. Está recebendo obras de urbanização da macrodrenagem da bacia da estrada nova.
- Rua Silva Castro - A principal rua no quesito eventos e manifestações culturais. É nesta rua onde ocorrem todos os comícios políticos, desfiles militares de 7 de setembro, procissões religiosas ou pequenas romarias e, até mesmo, apresentações de blocos e escolas de samba. Foi nesta rua onde residiu Duciomar Costa, o 54° prefeito de Belém, durante muitos anos. Waldeth Costa, irmão de Duciomar Costa e ex-prefeito co município de Traquateua, interior do Pará, mora nesta rua até os dias atuais. A rua recebeu esse nome para homenagear o prestigiado médico belemense Francisco Silva Castro que atuou nas epidemias de febre amarela e do "cholera-morbus" entre 1850-1855, recendo condecorações, títulos científicos do Governo Imperial.Ficheiro:Rua Silva Castro .jpgRua Silva Castro

Rua Silva Castro